# Rijksbeschermd gezicht Kolhorn
Gezicht Kolhorn is een van rijkswege beschermd dorpsgezicht in Kolhorn in de Nederlandse provincie Noord-Holland. De procedure voor aanwijzing werd gestart op 5 december 1984. Het gebied werd op 15 juli 1986 definitief aangewezen. Het beschermd gezicht beslaat een oppervlakte van 12,4 hectare.
Panden die binnen een beschermd gezicht vallen krijgen niet automatisch de status van beschermd monument. Wel zal de gemeente het bestemmingsplan aanpassen om nieuwe ontwikkelingen in het gebied te reguleren. De gezichtsbescherming richt zich op de stedenbouwkundige en cultuurhistorische waardering van een gebied en wil het toekomstig functioneren daarvan veiligstellen.